# جزر سبراتلي
جزر سبراتلي هي أرخبيل يتكون من مجموعة من الجزر الصغيرة المرجانية غير المأهولة الواقعة في بحر الصين الجنوبي بين كل من فيتنام والفلبين والصين وبروناي وماليزيا وتبلغ مساحتها حوالي 4 كيلومترات مربعة موزعة على 425000 كيلومتراً مربعاً من البحر. وليس لهذه الجزر أي سكان أصليين.

## التنازع على جزر سبراتلي
لجزر سبراتلي أهمية كبيرة في ترسيم الحدود الدولية في منطقة شرق آسيا، وتضم مصايد أسماك غنية، ووفقاً للمسوحات الأولية فإن جزر سبراتلي تحتوي على كميات كبيرة من النفط والغاز الطبيعي، مما جعلها مطمعاً للعديد من الدول، ومحلاً للنزاع بينهم. وشهدت الآونة الأخيرة توتراً في العلاقات ما بين الصين وفيتنام والفلبين و بروناي، حيث تطالب الصين بالحصول على ما يقارب ثلاثة أرباع إجمالي مساحة بحر الصين الجنوبي، ولكن طلبها قوبل بالرفض من قبل الدول الأخرى، حيث تدّعي كل دولة منهم أحقيتها التاريخية في جزر سبراتلي.